# Robert Ross (écrivain)
Pour les articles homonymes, voir Robert Ross.
Robert Ross, né en 1918 à Columbus, en Ohio et décédé le 23 décembre 2003 à Hendersonville, en Caroline du Nord, aux États-Unis, est un écrivain américain, auteur de roman policier. Ses écrits ne sont pas traduits en français.

## Biographie
Il entre jeune dans le monde de la publicité. Il travaille d'abord dans des petites agences où il écrit des textes publicitaires pour la radio et la télévision. Il monte ensuite sa propre agence avant de rejoindre la Tatham Laird à Chicago. Il rentre en 1961 dans le groupe Leo Burnett Worldwide et exerce notamment les fonctions de directeur créatif et de vice-président. Parmi d'autres travaux, il fait partie de l'équipe ayant imaginé la mascotte Pillsbury Doughboy pour la Pillsbury Company.
Après son départ à la retraite, il écrit des romans policiers. Il commence par publier une série de trois romans policiers historiques mettant en scène Leonard de Vinci qu'il écrit en collaboration avec l'écrivain britannique Martin Woodhouse (en). Puis il publie seul le roman A French Finish qui lui vaut le Prix Edgar-Allan-Poe du meilleur premier roman en 1978.

## Œuvre

### SérieLeonard de Vinci
- Medici Guns (1974) (avec Martin Woodhouse (en))
- Medici Emerald (1976) (avec Martin Woodhouse)
- The Medici Hawks (1978) (avec Martin Woodhouse)

### Autre roman
- A French Finish (1978)

## Prix et distinctions notables
- Prix Edgar-Allan-Poe 1978 du meilleur premier roman pour A French Finish.